# Jarosław Brejza
Jarosław Brejza (ur. 24 grudnia 1964 w Inowrocławiu, zm. 4 sierpnia 1982 tamże) – polski działacz opozycji w okresie PRL. Brat Ryszarda Brejzy, stryj Krzysztofa Brejzy.

## Życiorys
Był uczniem Zespołu Szkół Mechaniczno-Elektrycznych w Inowrocławiu. W 1980 uczestniczył w strajku w Hucie Szkła „Irena” w Inowrocławiu, w tym samym roku wstąpił do „Solidarności”. W 1981 stanął na czele Komitetu Założycielskiego Niezależnego Samorządnego Związku Młodzieży Szkolnej „Solidarność”, organizacji afiliowanej przy regionalnej strukturze  NSZZ „S”. W tym okresie zajmował się organizacją spotkań młodzieży (m.in. z kombatantami Armii Krajowej), uczestniczył w strajkach okupacyjnych i marszach na rzecz uwolnienia więźniów politycznych, brał udział w strajku okupacyjnym w siedzibie miejskiego komitetu Zjednoczonego Stronnictwa Ludowego i w siedzibie „Gazety Pomorskiej” w Inowrocławiu.
Brał udział w odbywającym się w Gdańsku zjeździe opozycyjnych organizacji młodzieżowych, który doprowadził do powołania Niezależnej Federacji Młodzieży Szkolnej. Po wprowadzeniu stanu wojennego rozpoczął działalność w niejawnych strukturach „Solidarności”. Zajmował się kolportażem wydawnictw drugiego obiegu, pełnił funkcję łącznika działaczy podziemia z różnych miast na terenie państwa, był autorem większości symboli „Solidarności” umieszczanych na budynkach w Inowrocławiu. Kilkukrotnie był zatrzymywany przez funkcjonariuszy Milicji Obywatelskiej i Służby Bezpieczeństwa.
Po raz kolejny został zatrzymany za udział w demonstracji w rocznicę uchwalenia Konstytucji 3 maja i za posiadanie flagi Polski z symbolami NSZZ „S”. Po brutalnym przesłuchaniu w komendzie MO podjął pierwszą próbę samobójczą.
Zmarł 4 sierpnia 1982, popełniając samobójstwo.

## Odznaczenia i upamiętnienie
W 2022 prezydent Andrzej Duda odznaczył go pośmiertnie Krzyżem Oficerskim Orderu Odrodzenia Polski. W tym samym roku Jarosław Brejza został patronem skweru znajdującego się u zbiegu alei Niepodległości i ulicy prymasa Józefa Glempa w Inowrocławiu.